# カミング
『カミング』は、中京テレビで放送されている生活情報番組である。放送時間は毎週金曜 10:25 - 11:30 （日本標準時）。

## 概要
この枠では2016年10月から8年間『ぐっと 』を放送されてきたが2024年9月で終了し、その後継番組として放送。前番組より放送時間は25分短縮され65分番組となる。。
「“神”のようなうれしいお得情報が次々から次へとやってくる」をコンセプトにお得情報やエンタメ、天気などの“カミ情報”を中京テレビアナウンサーの現場取材、スタジオでのプレゼン、試食を通して視聴者にわかりやすく発信していく。

## 現在の出演者
肩書きの無い人物は、中京テレビアナウンサー

### MC
- カミナリ（竹内まなぶ・石田たくみ、2024年10月4日 - ）
- 平山雅（2025年6月20日 - ）- 2代目MC。2025年5月9日 - 同年6月13日はプレゼンターとして出演。

### 番組キャラクター
- かみっちょ（声：前田麻衣子）

### ゲスト
- 小山慶一郎（NEWS・2024年10月4日）
- てぃ先生（保育士・2024年10月4日）
- 柴田理恵（女優・お笑いタレント・2024年10月25日）

### リポーター
※下記のメンバーのうちいずれかが担当する。
- カミナリ（竹内まなぶ・石田たくみ）
- MAG!C☆PRINCE（永田薫・大城光・平野泰新）
- 高木ひとみ〇（ぽんぽこ）
- 福本義久
- 望月杏夏

### 代打MC
- カカロニ（栗谷・すがや・2024年10月11日）

### ナレーター
※2人のうちどちらかが担当する。
- 赤木由布子（2024年10月4日 - ）
- 仲川晴斐（2024年11月22日 - ）

## 過去の出演者
- 田村浩平（2024年10月4日 - 2025年6月13日）[2] - 初代MC（リポーターも担当した）。報道局への人事異動に伴い卒業。

| 期間       | 期間       | MC                                  | MC       | 天の声                        | ナレーター | ナレーター |
| ---------- | ---------- | ----------------------------------- | -------- | ----------------------------- | ---------- | ---------- |
| 2024.10.4  | 2024.11.15 | カミナリ （竹内まなぶ・石田たくみ） | 田村浩平 | かみっちょ （声：前田麻衣子） | 赤木由布子 | （不在）   |
| 2024.11.22 | 2025.6.13  | カミナリ （竹内まなぶ・石田たくみ） | 田村浩平 | かみっちょ （声：前田麻衣子） | 赤木由布子 | 仲川晴斐   |
| 2025.6.20  | 現在       | カミナリ （竹内まなぶ・石田たくみ） | 平山雅   | かみっちょ （声：前田麻衣子） | 赤木由布子 | 仲川晴斐   |

## コーナー

### オープニング漫才
担当:カミナリ
カミナリの2人が30秒程度のコントを披露する。お題は公式X＃カミングで募集している。

### カミングショータイム
担当:赤木由布子or仲川晴斐・かみっちょ
最新のエンタメ情報を伝える。

### まなぶのコレやってみよう！
担当:カミナリ
まなぶがやりたいことや3人でしたいことを体験するコーナー。

### ねぇねぇたくみ先生これなぁに？
担当:たくみ
気になる話題をたくみが先生となり教えてくれるコーナー。

### みやびのビビッと宅配便
担当:平山雅
思わずビビッとくる、オススメ商品を紹介するコーナー。

### こんなところに⁉なぞっちょさん
担当:リポーターの中から1名が担当
ロケ先でクイズに挑戦し、お店・その土地の魅力を見つけるコーナー。

### アンパンマンとジャンケンポン！
名古屋アンパンマンミュージアム＆パークから生中継で伝える。dボタンでアンパンマンとじゃんけんする。じゃんけんの勝ち負けに関わらず、プレゼントに応募できる。

### 天気情報
担当:平山雅
11時発表の最新の天気予報を伝える。

## 番組史

### 2024年
- 10月4日 - 2016年4月から10月から8年間放送されていた『ぐっと』の後番組として、MCにカミナリと同局アナウンサーの田村浩平で、スタート。

### 2025年
- 5月9日 - 産休・育休から復帰した平山雅が、プレゼンターとして新メンバーに加わる。
- 6月13日 - 報道局への人事異動に伴い、初代MCの田村浩平が番組を卒業。
- 6月20日 - 平山雅が、2代目MCに就任。